# 新海池
新海池（にいのみいけ）は、愛知県名古屋市緑区鳴海町字池上にある名古屋市所有のため池である。

## 概要
都市計画公園である新海池公園内にあり、10,3000平方メートル（10.3ヘクタール）の池敷面積及び1,685メートルの周囲長を持つ。
寛永11年（1634年）に愛知郡鳴海村（現:名古屋市緑区鳴海町）の簓摺である新海五平治が築造したと伝わる。新海池が築造される以前には、同地に真池という天然の池が存在していた。水源は同町字高根の焼山清水にある。明治までは新海五平治の功績をたたえて村民が毎年稲一束を子孫の家に収めていた。
一時は貸しボート屋が作られ、ボート遊びなども行われたが、昭和30年代以降に宅地化が進み工業排水と家庭排水の流入によって著しく水質が悪化した。近年、池の周囲は公園として整備がなされ市民の憩いの場になっている。

## 周辺施設
- 新海池公園
- 名古屋市立旭出小学校
- 名古屋池上台郵便局
- 池上台幼稚園
- 豊藤稲荷神社